# 吉德罗斯特罗伊捷利
吉德罗斯特罗伊捷利（俄语：Гидростроитель，意为“水电建设者”）是吉尔吉斯斯坦楚河州伊塞克阿塔区下辖的一个村。根据2009年吉尔吉斯共和国人口普查，全村人口为1146人。